# Antonio Vilar
Antonio Vilar (Lisboa, 31 d'octubre de 1912 - Madrid, 16 d'agost de 1995) fou un actor portuguès.

## Filmografia
- Proceso a la Ley (1964, inèdita)
- El festín de Satanás (1955)
- La Quintrala, doña Catalina de los Ríos y Lisperguer (1955)
- Fray Pedro de Figueroa
- Los hermanos corsos (1955)
- Maleficio (1953)
- Alba de América (1953)
- El Judes (1952), d'Ignasi F. Iquino
- Don Juan (1950)
- La calle sin sol (1948), de Rafael Gil
- Camões (1946)
- O pátio das cantigas (1942)